# Francesca (rose)
Pour les articles homonymes, voir Francesca.
'Francesca' est un cultivar de rosier obtenu en 1922 par le fameux rosiériste anglais Joseph Hardwick Pemberton. Il est issu d'un croisement 'Danaë' (Pemberton, 1913) × 'Sunburst' (Pernet-Ducher, 1904/1911).

## Description
Cet hybride de Rosa moschata présente un grand buisson dense au feuillage ample d'une hauteur de 185 cm à 305 cm pour une largeur de 185 cm. Ses fleurs sont d'un jaune abricot, devenant de plus en plus pâles au fur et à mesure, de taille moyenne, semi-doubles (9-16 pétales) et parfois penchées en fin de floraison, s'ouvrant sur de larges étamines dorées. Elles exhalent un léger parfum de thé et la floraison en gros bouquets est remontante.
Sa zone de rusticité est de 6b à 10b; ce cultivar supporte donc les hivers rigoureux. Il est de plus vigoureux et résiste aux maladies. Cette variété est encore très présente dans les catalogues outre-manche et en Belgique où elle est appréciée pour sa résistance et le coloris de ses fleurs. Elle est parfaite en buisson isolé et peut se traiter en petit grimpant.